# Jordan Alexander
Jordan Alexander (Toronto, 27 de julio de 1993) es una actriz, cantante y modelo canadiense. Se hizo conocida por ser la protagonista del reinicio de Gossip Girl, donde interpreta a Julien Calloway. La actriz debutó en televisión en 2008 y también es conocida por series como Rookie Blue, Tortured y Sacred Lies.

## Vida y carrera
Nacida en Toronto, Canadá, Jordan Alexander, además de actriz, también es cantante y activista. En 2016, como cantante, Jordan lanzó su álbum debut llamado The Lonely Hearts Club. Ha sido telonera de artistas como Kehlani, Carly Rae Jepsen y ha realizado giras con Bif Naked. La carrera actoral de Jordan comenzó en 2008 cuando protagonizó la película Tortured, en 2010 protagonizó la sitcom The Latest Buzz como el personaje de Chloe, en el mismo año protagonizó la serie Rookie Blue como Mia, en 2012 protagonizó Please Kill Know It All, en 2016 en la serie Unbury the Biscuit, en 2020 debutó en la serie estadounidense Sacred Lies interpretando a Elsie, en este año de 2021 se convirtió en la protagonista del reboot Gossip Girl, donde interpreta a Julien Calloway.

## Filmografía
| Año       | Título                      | Personaje       | Notas               |
| --------- | --------------------------- | --------------- | ------------------- |
| 2008      | Tortured                    |                 |                     |
| 2010      | The Latest Buzz             | Chloe           |                     |
| 2010      | Rookie Blue                 | Mia             |                     |
| 2012      | Please Kill Mr. Know It All |                 |                     |
| 2016      | Unbury the Biscuit          |                 |                     |
| 2020      | Sacred Lies                 | Elsie           |                     |
| 2021-2023 | Gossip Girl                 | Julien Calloway | Personaje principal |